# ويس نايت
ويس نايت (بالإنجليزية: Wes Knight)‏ (6 سبتمبر 1986 في الولايات المتحدة - ) هو لاعب كرة قدم أمريكي في مركز الدفاع. لعب مع فانكوفر وايتكابس ونادي شمال كارولاينا ونادي ادمونتون وسان أنتونيو سكوربيونز وفانكوفر وايتكابس (نادي كرة قدم) وIMG Academy Bradenton ‏ وVancouver Whitecaps FC U-23 ‏.

## وصلات خارجية
- ويس نايت على موقع الدوري الأمريكي (الإنجليزية)
- ويس نايت على موقع قاعدة بيانات كرة القدم.إي يو (الإنجليزية)